# Друоньо
Друоньо (итал. Druogno) — коммуна в Италии, располагается в регионе Пьемонт, в провинции Вербано-Кузьо-Оссола.
Население составляет 972 человека (2008), плотность населения составляет 34 чел./км². Занимает площадь 29 км². Почтовый индекс — 28030. Телефонный код — 0324.
Покровителем коммуны почитается святой Сильвестр, папа Римский, празднование 31 декабря.

## Демография
Динамика населения:

## Администрация коммуны
- Официальный сайт: http://www.comune.druogno.vb.it/